# 小行星21513
小行星21513（21513 Bethcochran）是一颗绕太阳运转的小行星，为主小行星带小行星。该小行星于1998年5月22日发现。

## 轨道参数
小行星21513的轨道半长轴为2.2919261 UA，离心率为0.076。